# Havaika valida
Havaika valida là một loài nhện trong họ Salticidae. Loài này được phát hiện ở Hawaii.